# Диктатура
Диктату́ра (лат. dictatura от dictatus — предписанный) — форма политического режима, реализуемая различными методами насилия, в которой при отсутствии внешнего контроля и фактических ограничений власть монопольно сконцентрирована в руках одного человека или группы лиц.
C точки зрения академической политологии, диктатура — форма осуществления власти, при которой правитель или правящая группа, вне зависимости от формы власти и формы отношения к власти, осуществляет своё правление прямым, директивным путём. Независимость данной формы осуществления власти от формы власти и формы отношения к власти ярко показывает пример политической системы, существовавшей на пике Великой французской революции: форма власти — республика, форма отношения к власти — демократия, форма осуществления власти — диктатура.
Функционирование диктаторского режима нередко сопровождается радикальными или репрессивными мерами против политических оппонентов и жёстким подавлением или устранением тех прав и свобод граждан, которые тем или иным образом противоречат позиции данного режима.
Эффективность и оптимальность данной формы осуществления власти зависит от многих факторов, в том числе от объективной ситуации, восприятия обществом необходимости именно данной формы осуществления власти, формы отношения общества и власти, формы идеологического обоснования власти.
В настоящее время диктатурой, как правило, именуют режим власти одного лица или группы лиц (в противопоставлении народу), не ограниченный нормами законодательства и не сдерживаемый какими-либо общественными или политическими институтами. Несмотря на то, что нередко в условиях такой диктатуры сохраняются отдельные демократические институты (см. Имитационная демократия), их реальное влияние на политику сводится к минимуму.

## Типология
В новейшее время основными формами, в которых могут проявляться диктаторские политические системы, являются авторитаризм и тоталитаризм. Последний термин имеет скорее историческое значение, относясь преимущественно к определённым режимам середины и конца XX века, в то время как первый довольно активно используется и для характеристики современных государств с высокоцентрализованным управлением, ассоциируемых главным образом с третьим миром. Несмотря на наличие общих черт, продиктованных родовой близостью, эти две формы имеют также и ряд отличий, не позволяющих смешивать их между собой.
Если в рамках тоталитарной системы государство, его руководящие органы, общество, экономика, идеология и другие составляющие социума цементируются в единое образование, то авторитаризм характеризуется меньшей степенью подавления различных аспектов общественной жизни: к примеру, государство, хотя и пользуется неспособностью гражданского общества оказывать сопротивление власти, но тем не менее не предпринимает никаких мер, которые были бы направлены на прекращение его существования. Сохраняется определённая свобода действий в экономической сфере, в области личных убеждений («дозированное инакомыслие»), допускаются классовые различия определённого рода, могут существовать альтернативные партии и парламент. Кроме того, если при тоталитаризме власть концентрируется в руках определённой группировки или организации (к примеру, политической партии), то центром властных полномочий при авторитаризме является государство как таковое. В силу изложенного выше, смена авторитарного политического режима на демократическое устройство общества не обязательно подразумевает радикальных изменений всей общественной системы в целом, в то время как при демократизации тоталитарного устройства социума такие модификации неизбежны.
Авторитарные режимы неоднородны и также могут быть подвергнуты классификации. Возможно, в частности, различать следующие случаи:
1. Властные полномочия принадлежат группе наиболее финансово обеспеченных семейств, которым подконтрольны как политика, так и экономика государства. Такие варианты распространены, к примеру, в Латинской Америке.
2. Лидерство принадлежит национальной буржуазии как классу («новой олигархии»), которая часто выступает в союзе с военными структурами. Эта модель встречается в африканских государствах.
3. Главой государства является монарх, передающий власть по наследству; формально государство считается монархией, однако фактически существуют основания классифицировать его как авторитарный режим. Соответствующие вариации встречаются на Ближнем Востоке; в зависимости от конкретной специфики монарх может также одновременно и являться религиозным лидером.[источник не указан 904 дня]

Также авторитарные государства иногда подразделяются на основании того, насколько жёстко или, напротив, свободно построена властная вертикаль.
Нередко в отдельную форму выделяется также военная диктатура, характерная для ряда развивающихся стран.
Иногда встречаются случаи, когда говорить об однозначном соответствии общественного устройства тому или иному типу не представляется возможным по тем или иным причинам — к примеру, в силу того, что страна находится в переходном периоде и ещё не успела достигнуть определённого системного этапа в своём развитии. В таких случаях режим может определяться как смешанный, или промежуточный; в зависимости от конкретных соотношений употребляются термины «демократический авторитаризм» или «авторитарная демократия». Несмотря на общие диктаторские наклонности, в том числе — к применению силы, такой режим приемлет частную собственность и стремится опираться на определённые слои общества, в которых ищет поддержку; соответственно, в государстве наличествуют либеральные элементы, а экономическое устройство общества создаёт условия для их дальнейшего развития: чем активнее модернизируется экономика, тем сильнее демократические тенденции.
В историческом аспекте существовали также гибридные режимы, объединявшие в себе отдельные черты авторитаризма и тоталитаризма (пример — режим Франко в Испании 30-х гг. XX века).

## Диктатура в древнегреческих государствах
Диктатура была нередким явлением в Древней Греции и её колониях. Диктаторы в этих государствах назывались «тиранами», а диктатура — «тиранией». Первое время это слово не несло негативного оттенка. Большинство тиранов опирались на демос и притесняли аристократию. Некоторые из тиранов, особенно ранних, прославились как меценаты, справедливые правители и мудрецы: например тиран Коринфа Периандр или тиран Афин Писистрат. Но гораздо больше сохранилось рассказов о жестокости, подозрительности и самодурстве тиранов, которые изобретали изощренные пытки (особенно был известен тиран Акраганта Фаларид, сжигавший людей в медном быке). Существовал популярный анекдот (его героем был сначала Фрасибул Милетский, потом он привязывался и к другим лицам) о тиране, который на вопрос коллеги-тирана (вариант: сына) о наилучшем способе удержаться у власти стал ходить по полю и молча срывать все колоски, выдававшиеся над общим уровнем, показывая тем самым, что тирану следует уничтожать всё сколько-нибудь выдающееся в гражданском коллективе. Хотя на этапе становления греческого полиса тирания могла играть позитивную роль, кладя конец аристократическому произволу, в конечном итоге они быстро становились помехой для окрепшего гражданского коллектива.
Некоторые тираны стремились превратить свои государства в наследственные монархии. Но сколько-нибудь долговечных династий ни один из тиранов не создал. В этом смысле показателен оракул, будто бы полученный Кипселом, захватившим власть в Коринфе: «Счастлив Кипсел, и дети его, но не дети его детей». Действительно, сам Кипсел и его сын Периандр благополучно правили, но уже преемник (племянник) Периандра был быстро убит, после чего всё имущество тиранов было конфисковано, их дома срыты и их кости выброшены из могил.
Эпоха VII—VI вв. известна как эпоха «старшей тирании»; к её концу в материковой Греции тираны исчезают (в Ионии они оставались из-за персидской поддержки, в Сицилии и Великой Греции — из-за специфической военной обстановки). В эпоху развитой демократии, в V в. до н. э., отношение к тирании было однозначно негативное, и именно тогда этот термин приблизился к своему нынешнему значению. Тирания сама по себе воспринималась зрелым гражданским сознанием как вызов справедливости и основе существования гражданского коллектива — всеобщему равенству перед законом. О Диогене, например рассказывали, что на вопрос, какие животные самые опасные, он ответил: «из домашних — льстец, из диких — тиран»; на вопрос, какая медь наилучшая: «та, из которой сделаны статуи Гармодия и Аристогитона» (тираноубийц).
В IV в. до н. э., в условиях острого кризиса полиса, в греческих городах-государствах вновь появляются тираны (так называемая «младшая тирания») — как правило, из удачливых военачальников и командиров наёмных отрядов; но на этот раз рассказы о мудрых и справедливых тиранах вовсе отсутствуют: тираны были окружены всеобщей ненавистью и сами в свою очередь жили в атмосфере постоянного страха.

## Диктатура вДревнем Риме
Первоначально диктатурой именовалась высшая экстраординарная магистратура в Римской республике. Диктатура устанавливалась постановлением сената, согласно которому высшие ординарные магистраты республики — консулы назначали диктатора, которому передавали всю полноту власти. В свою очередь, диктатор назначал своего заместителя — начальника конницы. Диктаторам полагалось сопровождение 24 ликторов с фасциями — символами власти, в то время как консулам полагалось по 12 ликторов.
Диктаторы имели практически неограниченную власть и не могли быть привлечены к суду за свои действия, однако в обязательном порядке слагали свои полномочия по истечении срока. Первоначально диктатура устанавливалась на срок в 6 месяцев, либо на время исполнения поручения сената, как правило, связанного с устранением угрозы государству.
Однако в 82 году до н. э. был избран первый бессрочный диктатор Луций Корнелий Сулла (формально — «для проведения законов и для приведения республики в порядок» (legibus faciendis et rei publicae constituendae causa)). В 79 году Сулла, однако, сложил свои полномочия диктатора. В 44 году, за месяц до гибели от рук заговорщиков, бессрочным диктатором стал Гай Юлий Цезарь, до этого несколько раз избиравшийся диктатором во время гражданской войны по обычной схеме. Должность диктатора была отменена в 44 году до н. э., вскоре после убийства Цезаря.
Сулла и Цезарь были последними диктаторами по формальной должности и первыми диктаторами Рима в современном смысле слова. Октавиан Август и последующие императоры не назначались на должность диктатора (хотя Августу эта должность и предлагалась), но фактически обладали диктаторской властью. Формально Римское государство ещё долго считалось республикой и существовали все республиканские органы власти.
Уже Август добился того, что его преемником стал его приёмный сын — Тиберий. В дальнейшем подобные случаи происходили всё чаще.
Это стало одной из предпосылок к последующему преобразованию Древнего Рима в монархию.

## Диктатура в Средние века
В Средневековье господствующей формой правления была монархия. Даже в результате переворотов к власти, как правило, приходили представители королевских или других знатных родов, причём они не скрывали намерений передавать свою власть по наследству. Однако существовали и исключения. Многие города-коммуны и торговые республики нанимали для обороны полководцев — кондотьеров или князей. На время войны кондотьеры получали большие властные полномочия в городе. После войны, опираясь на наёмное войско, набранное на деньги города, некоторые кондотьеры удерживали власть, превращаясь в диктаторов. Такая диктатура называлась синьорией. Некоторые синьории становились наследственными, превращаясь в монархии. Одним из самых известных диктаторов, основавших монархию, являлся Франческо Сфорца.

## Диктатура вНовейшее время
В 1970-е годы 75 % всех государств мира были диктатурами, а к середине 1990-х годов их доля снизилась примерно до 50 %.
При этом исследователи разделяют:
- персоналистские режимы (личные диктатуры);
- военные режимы (военные диктатуры), обычно представляющие собой коллективное руководство в виде военной хунты, в которую входит командование различных родов войск,
- однопартийные режимы, где решения принимаются не непосредственно лидером, а высшим органом правящей партии (центральным комитетом, политбюро), а лидер занимает хотя и высшую, но подотчетную должность генерального секретаря партии или президента, выдвинутого правящей партией.

### Диктаторские режимы правого толка

#### В Европе
В Новейшее время диктаторские режимы получили широкое распространение в Европе в 20-е — 40-е годы XX века. Зачастую, их установление становилось следствием распространения тоталитарных идеологий. В частности, в 1922 году установлена фашистская диктатура в Италии, а в 1933 году — нацистская диктатура в Германии. Диктатуры крайне правого толка были установлены и в ряде других европейских государств.
Большинство таких диктаторских режимов прекратили своё существование в результате Второй мировой войны. Достаточно долгое время удалось продержаться диктатуре Салазара в Португалии (до 1974 г.) и диктатуре Франко (до 1975 г.) в Испании.

#### В Азии, Африке, Латинской Америке
В Азии, Африке и Латинской Америке (каудилизм) процесс деколонизации сопровождался установлением диктатур. В этих регионах широко практиковался захват государственной власти выходцами из военной среды, приводивший к установлению военных диктатур.

### Диктаторские режимы левого толка
В марксизме-ленинизме диктатура рассматривается как форма политического подавления эксплуатируемого большинства эксплуатирующим меньшинством. В то же время диктатуры пролетариата, то есть диктатура рабочего класса, рассматривается как высшая форма демократии, форма государственной власти в социалистических государствах на переходном этапе от капитализма к коммунизму.
Примером диктатуры левого толка является большевистский режим в СССР.
После войны в странах Восточной Европы под влиянием СССР установились коммунистические диктатуры, прекратившие своё существование в конце 1980-х — начале 1990-х годов (распад мировой системы социализма).
Средства массовой информации стран Западной Европы, некоторых стран Восточной Европы и США для описания политического строя в Беларуси время от времени пользуются словосочетанием «последняя диктатура Европы», а президента Александра Лукашенко называют «последним диктатором Европы». Так, Кондолиза Райс назвала Беларусь «последней диктатурой в центре Европы». Джером Тейлор озаглавил статью о Беларуси в журнале «The Independent» «В последней европейской диктатуре всякая оппозиция безжалостно подавляется».

## Преимущества и недостатки
Эффективность диктатуры как формы осуществления власти зависит от того, с какими задачами приходится сталкиваться обществу и государству в конкретных исторических условиях. Она может оказаться очень полезной в условиях противостояния с внешним врагом или для разрешения острого внутриполитического или социально-экономического кризиса. Если диктатор пользуется поддержкой большинства населения, то сосредоточение власти в одних руках может быть эффективным для решения как неотложных, так и долгосрочных задач развития общества. В то же время увеличивается опасность волюнтаристских, неоптимальных решений, а диктатор может утратить чувство меры или сделать укрепление собственной власти самоцелью.

### Преимущества (объективные и субъективные)
Сторонниками диктатуры обычно указываются следующие преимущества диктатуры как механизма государственной власти:
- Диктатура обеспечивает единство и, как следствие, прочность системы власти;
- При единоличной диктатуре диктатор в силу своего положения выше любой политической партии (в том числе и своей) и поэтому является непредвзятой политической фигурой;
- При диктатуре больше возможности осуществить какие-либо долговременные (не ограниченные сроком избрания) преобразования в жизни государства;
- При диктатуре больше возможности осуществить кардинальные преобразования, необходимые в долгосрочной перспективе, но непопулярные в краткосрочной;

По сравнению с монархией выделяют следующие преимущества единоличной диктатуры:
- К диктаторской власти обычно приходит человек, обладающий организаторскими и иными способностями, волей и знаниями. В то же время при монархии замещение власти проходит не по способностям кандидата, а по случайности рождения, вследствие чего верховную государственную власть может получить человек, совершенно не готовый к исполнению подобных обязанностей;
- Диктатор обычно лучше монарха осведомлён о реальной жизни, о проблемах и чаяниях народа.

### Недостатки и риски
Многие недостатки диктатуры и порождаемые ею риски есть оборотная сторона её достоинств. В частности:
- Единство и прочность власти зачастую мнимые;
- Многие диктаторы не полностью уверены в прочности своей власти и поэтому склонны к проведению террора с целью упрочить своё влияние;
- Избыточная централизация власти делает государство заложником личных качеств диктатора как верховного правителя, — смерть диктатора может ввергнуть государство в кризисное состояние;
- Велика возможность проникновения во власть людей, для которых власть есть самоцель, или просто профессионально непригодных к работе государственных властителей.
- Новое правительство (особенно если при этом диктатор свергнут) может инициированные диктатором долговременные проекты свернуть ради сиюминутной политической выгоды, проигнорировав последующий за этим долговременный политический и даже экономический ущерб, особенно если он не сразу проявится.

В сравнении с республикой выделяют следующие недостатки и риски:
- При диктатуре больше теоретических возможностей для возникновения монархии;
- При единоличной диктатуре диктатор не несёт юридической ответственности перед кем-либо за последствия своего правления, что может привести к принятию решений, объективно не отвечающих интересам государства;
- При диктатуре плюрализм мнений полностью отсутствует либо ослаблен;
- При единоличной диктатуре нет легальной возможности сменить диктатора, если его политика идёт вразрез с интересами государства и общества.

По сравнению с монархией выделяют следующие недостатки:
- Диктатуру обычно не считают «богоугодной» формой государственного устройства. Хотя бывают и исключения. Например, диктатура Аугусто Пиночета поддерживалась церковью и гонений на религию не было.
- Многие считают диктатора узурпатором, что также провоцирует возникновение сопротивления его власти;
- В отличие от диктатора, монарх, как правило, с детства воспитывается с учётом того, что в будущем он станет верховным правителем государства. Это позволяет ему с ранних лет развивать качества, потребные для такой должности.
- Нет легитимного механизма наследования власти.

## Падение диктатур
Недемократические режимы склонны к самовоспроизводству: после военных диктатур возникают новые военные диктатуры, а на смену гражданским (в том числе однопартийным) диктатурам часто приходят новые гражданские диктатуры, а не демократии.
При этом военные режимы, в отличие от других недемократических режимов, больше готовы к демократическому реформированию: 33 % изменений военных режимов привели к демократии, 27 % — к режимам с доминирующими партиями, 8 % — к однопартийным режимам. Что касается персоналистских режимов, то большинство их распадается после смерти лидера, поэтому для сохранения преемственности такие лидеры часто создают партии, сохраняют парламенты и проводят выборы, что может привести к трансформации персоналистских режимов в однопартийные или режимы с доминирующей партией. Однопартийные режимы, в свою очередь, редко трансформируются в демократии: только 19 % таких режимов перешли к демократии, остальные либо распались в результате военных переворотов (39 %), либо превратились в многопартийные режимы с доминирующими партиями (33 %).